# Дулча (Муреш)
Дулча (рум. Dulcea) насеље је у Румунији у округу Муреш у општини Ибанешти Падуре. Oпштина се налази на надморској висини од 594 m.

## Становништво
Према подацима из 2002. године у насељу је живело 372 становника, од којих су сви румунске националности.